# Bundesstrasse 269
Bundesstrasse 269 är en förbundsväg i Tyskland. Vägen går ifrån Longkamp till gränsövergång Übrherrn vid den franska gränsen via bland annat Saarlouis. Vägen passerar genom förbundsländerna Rheinland-Pfalz och Saarland på sin 120 kilometer långa resa.